# Apostolska nunciatura v Grčiji
Apostolska nunciatura v Grčiji je diplomatsko prestavništvo (veleposlaništvo) Svetega sedeža v Grčiji, ki ima sedež v Atenah; ustanovljena je bila leta 1834.
Trenutni apostolski nuncij je Savio Hon Tai-Fai.

## Seznam apostolskih nuncijev
- Giovanni Marango (9. junij 1874 - ?)
- Antonio Delenda (25. avgust 1900 - avgust 1911)
- Louis Petit (4. marec 1912 - 24. junij 1926)
- Carlo Margotti (12. februar 1931 - 25. julij 1934)
- Angelo Giuseppe Roncalli (12. januar 1935 - 23. december 1944)
- Giovanni Mariani (25. april 1980 - 5. maj 1990)
- Luciano Storero (28. junij 1990 - 15. november 1995)
- Paul Fouad Tabet (2. januar 1996 - 25. januar 2005)
- Patrick Coveney (25. januar 2005 - 16. julij 2009)
- Luigi Gatti (16. julij 2009 - 22. februar 2011)
- Edward Joseph Adams (22. februar 2011 - 8. april 2017)
- Savio Hon Tai-Fai (28. september 2017 - danes)